# Plentywood (Montana)
Plentywood es una ciudad ubicada en el condado de Sheridan en el estado estadounidense de Montana. En el Censo de 2010 tenía una población de 1734 habitantes y una densidad poblacional de 572,71 personas por km².

## Geografía
Plentywood se encuentra ubicada en las coordenadas 48°46′30″N 104°33′23″O / 48.77500, -104.55639. Según la Oficina del Censo de los Estados Unidos, Plentywood tiene una superficie total de 3.03 km², de la cual 3.03 km² corresponden a tierra firme y (0%) 0 km² es agua.

## Demografía
Según el censo de 2010, había 1734 personas residiendo en Plentywood. La densidad de población era de 572,71 hab./km². De los 1734 habitantes, Plentywood estaba compuesto por el 95.04% blancos, el 0.23% eran afroamericanos, el 1.67% eran amerindios, el 0.69% eran asiáticos, el 0% eran isleños del Pacífico, el 0.29% eran de otras razas y el 2.08% pertenecían a dos o más razas. Del total de la población el 2.13% eran hispanos o latinos de cualquier raza.